# أمير حيدر
أمير حيدر هو سياسي هندي، ولد في 1936.